# Śródmiejskie ulice i place w Olsztynie
Śródmiejskie ulice i place w Olsztynie – alfabetyczny opis ulic i placów Śródmieścia Olsztyna.
Do 1945 roku wszystkie nazwy w mieście były w języku niemieckim.

## 1 Maja
Ulica główna na osi północ-południe, łączy plac Jana Pawła II, aleję Piłsudskiego i ulice Pieniężnego i 11 Listopada z ulicą Partyzantów i aleją Wojska Polskiego. Przy ulicy 1 Maja znajduje się Teatr im. Stefana Jaracza oraz pomnik Stefana Jaracza, więźnia Obozu koncentracyjnego Auschwitz. Przed wojną Guttstaedter Straße.

## 11 Listopada

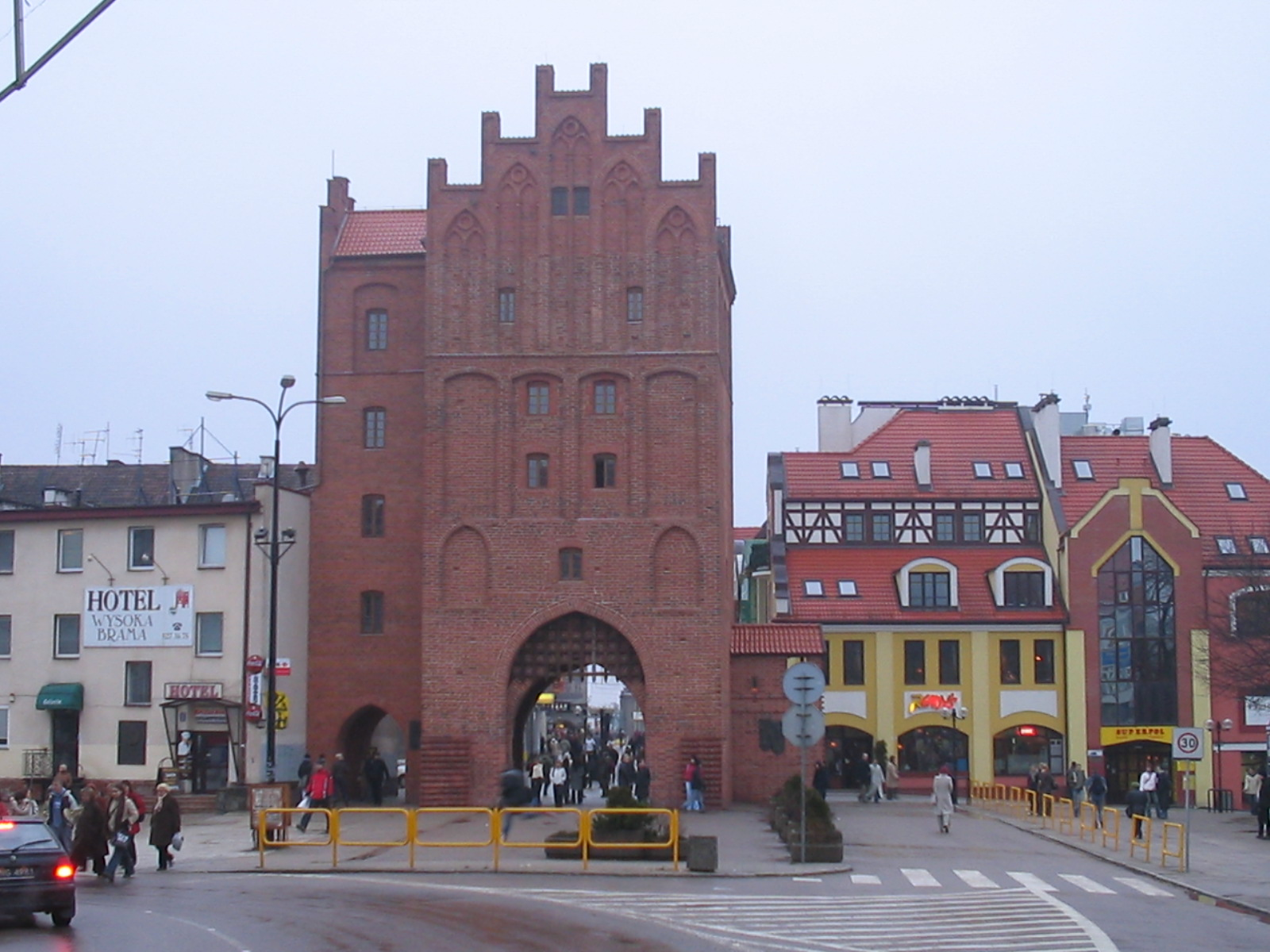
Widok Wysokiej Bramy przy ul. 11 Listopada

Ulica będąca przedłużeniem alei Piłsudskiego, łączy plac Jana Pawła II i ulice Pieniężnego i 1 Maja z placem Jedności Słowiańskiej i ulicami Pieniężnego i 22 Stycznia. Przy ulicy znajduje się również  Wysoka Brama. Przed wojną Zeppelinstraße.

## 22 Stycznia
Do roku 1945, nazwa ulicy brzmiała Post-Straße (ulica Pocztowa), a druga część wybudowana w latach 1914–24 brzmiała Treudank-Straße (od teatru Treudank, zbudowanego w podziękowaniu za wygrany plebiscyt w 1920 r.). Ulica znajduje się na południowym Śródmieściu. Ulica biegnie pomiędzy Pocztą Główną (przy ulicy Pieniężnego) i dawnym Telegrafem, na zapleczu Centrum Handlowego Aura Centrum i za pomnikiem Wyzwolenia Ziemi Warmińskiej i Mazurskiej (zwany potocznie Szubienicami) do ulicy Emilii Plater i Reja przy gmachu dawnej Rejencji olsztyńskiej, dzisiejszego Wojewódzkiego Sądu Administracyjnego i Urzędu Marszałkowskiego. Dawniej od ulicy odchodziła ulica Fabryczna (Fabrik-Straße), która nie istnieje od wybudowania C.H. Aura Centrum.
Nazwa ulicy nawiązuje do dnia 22 stycznia, dnia 1945 roku, w którym Olsztyna został zdobyty przez Armię Czerwoną.

## Plac Xawerego Dunikowskiego

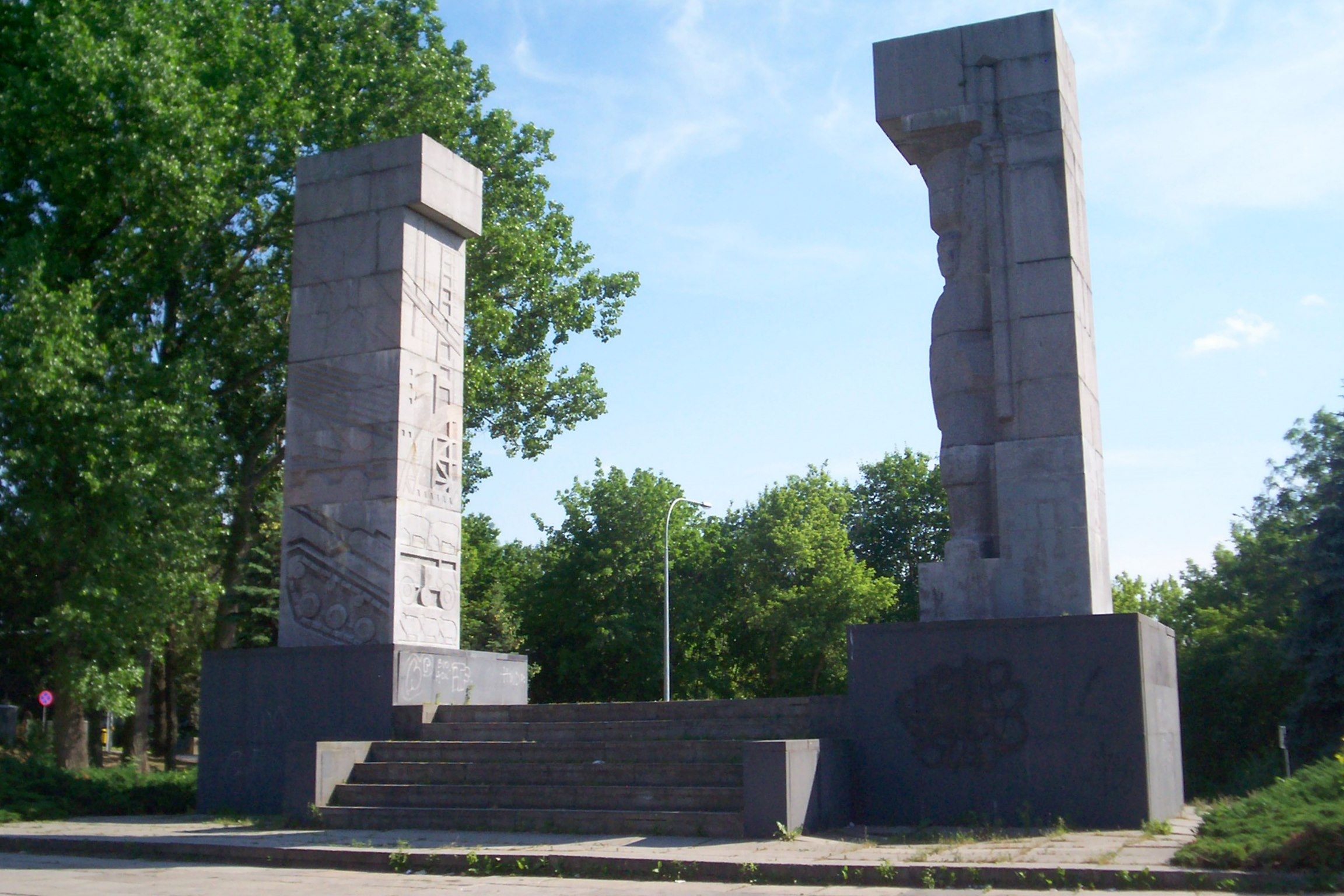
Południowa część dawnego placu Armii Czerwonej i dawny Pomnik Wdzięczności Armii Czerwonej

W 1954 na placu w Śródmieściu przy ówczesnej alei Zwycięstwa (dzisiejsza al. Piłsudskiego) naprzeciwko wejścia głównego Budynku Rejencji ustawiono Pomnik Wdzięczności Armii Czerwonej (dzisiaj Pomnik Wyzwolenia Ziemi Warmińsko-Mazurskiej, potocznie znany jako Szubienice), który miał początkowo stanąć na środku placu Armii Czerwonej na obecnym osiedlu Kętrzyńskiego (dzisiejszym placu gen. Bema). W drugiej połowie lat 50. XX w. na wniosek studentów ówczesnej Wyższej Szkoły Rolniczej placu w Śródmieściu, na którym ustawiono wspomniany pomnik w 1957 r. nadano nazwę placu Armii Czerwonej, jednocześnie zmieniając nazwę placu, który nosił tę nazwę do tej pory.
Plac miał kształt prostokątny. Wówczas posadzono na nim drzewa iglaste po zachodniej stronie, maszty do flag państwowych po zachodniej i wschodniej stronie placu oraz ustawiono ławki na tle pomnika Wdzięczności Armii Czerwonej. Na północ od placu znajdowała się Aleja Zwycięstwa (dzisiejsza aleja Piłsudskiego), na wschód ulica Emilii Plater i gmach Rejencji (dzisiejszego Wojewódzkiego Sądu Administracyjnego i Urzędu Marszałkowskiego), na południe ulica 22 Stycznia, a na zachód parkan (dzisiaj C.H. Aura Centrum).
Po przemianach ustrojowych w Polsce w roku 1989 zlikwidowano nazwę placu i nie nadano nowej nazwy. Jednocześnie przemianowano nazwę pomnika Wdzięczności Armii Czerwonej na Pomnik Wyzwolenia Ziemi Warmińsko-Mazurskiej. Plac pozostawał bezimienny przez ponad 20 lat, kiedy to 30 czerwca 2010 r. uchwałą Rady Miejskiej nadano mu nazwę Xawerego Dunikowskiego, rzeźbiarza, który zaprojektował ustawiony na placu pomnik.
Dzisiaj przy placu jest nieoficjalny parking, a sam plac znajduje się w nieuporządkowanym stanie. Jednak pojawiły się plany rewitalizacji tego placu jako atrakcyjnej przestrzeni miejskiej w centrum Olsztyna.

## Jana Pawła II plac

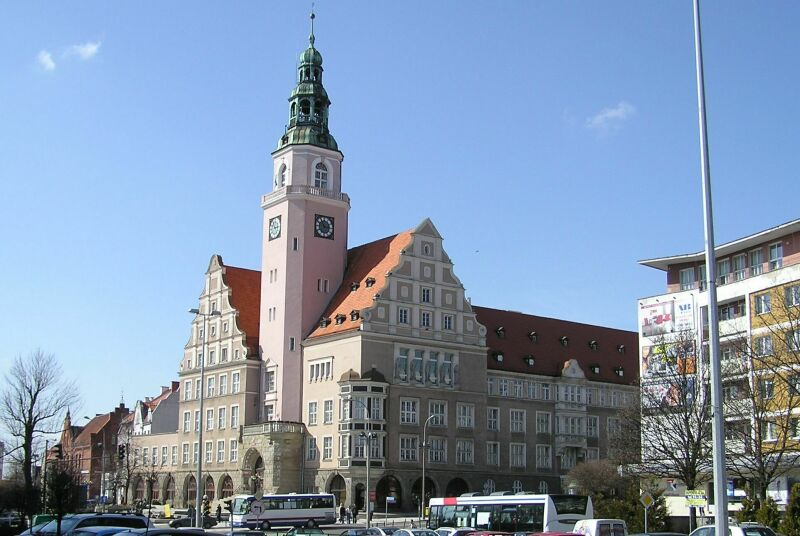
Ratusz przy pl. Jana Pawła II

Dawny plac Wolności. Główny plac olsztyńskiego Śródmieścia na zachodnim Śródmieściu. W latach 1933–1945, nazwa placu brzmiała Adolf-Hitler-Platz (plac Adolfa Hitlera). Po wojnie nastąpiono do zmiany nazwy placu na plac Wolności, nawiązując do twierdzenia jakoby Armia Czerwona przyniosła ze sobą wolność. Przy placu znajduje się  Nowy Ratusz, wybudowany w latach 1912–1915 na miejscu rozebranego w 1806 roku Kościoła Świętego Krzyża, w którym do dziś mieści się Rada Miasta, Ratusz i Urząd Stanu Cywilnego.
Nazwa placu zawdzięcza papieżowi Janowi Pawłowi II, pierwszemu polskiemu papieżowi.

## Jedności Słowiańskiej plac
Plac znajdujący się nieopodal  Wysokiej Bramy, czyli skrzyżowanie ulic 11 Listopada, Staromiejskiej, Nowowiejskiego i Skłodowskiej, do skrzyżowania ulic Pieniężnego i 22 Stycznia. Przed wojną Belianplatz.

## Konsulatu Polskiego plac
Dawny plac Nowotki. Do roku 1945, nazwa placu brzmiała Friedrich-Wilhelm-Platz (plac Friedricha Wilhelma). Plac znajduje się na północnym Śródmieściu. Przy placu mieścił się do roku 1939, Konsulat RP w Olsztynie, stąd pochodzi nazwa placu, którą zmieniono w 1990 roku. W maju 2002 r. ustawiono na nim kolumnę Orła Białego.

## Kopernika Mikołaja
Do roku 1945, nazwa ulicy brzmiała podobnie jak przed drugą wojną światową, czyli Kopernikusstraße (ulica Kopernika). Ulica znajduje się na wschodnim Śródmieściu. Ulica łączy aleję Piłsudskiego, nieopodal Urzędu Województwa Warmińsko-Mazurskiego z placem Pułaskiego i kończy przy Placu Bema placu Bema. Przy ulicy znajduje się m.in.  Kościół Najświętszego Serca Pana Jezusa.
Ulica zawdzięcza swoją nazwę astronomowi Mikołajowi Kopernikowi.

## Dąbrowszczaków
Pierwotnie do roku 1904 nazwa ulicy brzmiała Wartenburger-Straße (ulica Wartemborska). W roku 1904 zmieniono jej nazwę na Kaiser-Straße (ulica Cesarska), na cześć cesarza Wilhelma I, którego pomnik wzniesiono przed gmachem Gimnazjum Męskiego. Po 1945 roku nosiła nazwę ulicy Stalina, lecz po jego śmierci w okresie 'odwilży' 1956 roku zmieniono nazwę na Dąbrowszczaków. Na podstawie zarządzenia zastępczego wojewody, które weszło w życie 29 grudnia 2017, ulica otrzymała imię Erwina Kruka, mazurskiego poety i pisarza. W 2019 roku przywrócono poprzednią nazwę.
Ulica znajduje się na północnym i zachodnim Śródmieściu. Zaczyna się przy alei Piłsudskiego i kończy ulicą ślepą przy ulicy Partyzantów. Jedna z zabytkowych ulic w Olsztynie. Zabudowana na początku XX wieku jako jedna z ulic prowadzących ze Śródmieścia do Dworca Kolejowego. Przy ulicy znajdują się przedwojenne kamienice z początku stulecia, w tym secesyjna Willa Naujacka.
Przy ulicy Dąbrowszczaków umiejscowione są Sąd Rejonowy i Okręgowy, Miejski Ośrodek Kultury, I Komisariat Policji, Prokuratura Okręgowa oraz wiele banków i instytucji. Na skwerze przy skrzyżowaniu z ulicą Mickiewicza, przed budynkiem I Liceum Ogólnokształcącego, znajdują się Popiersie Mickiewicza dłuta Balbiny Świtycz-Widackiej oraz kamień pamiątkowy Wincentego Pola. Do roku 1965 ulicą jeździły tramwaje linii 1.

## Linki Bogumiła

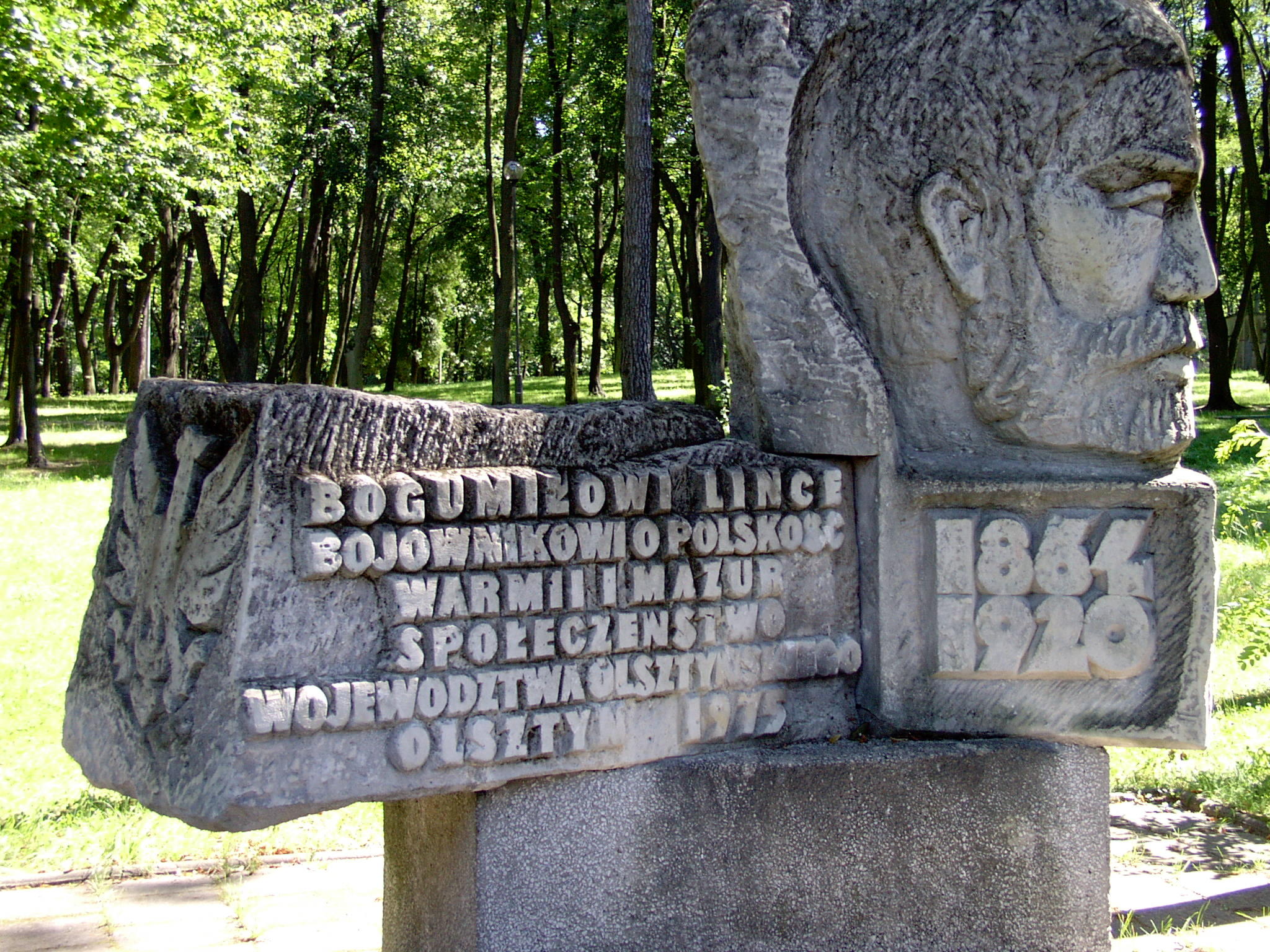
Pomnik Linki w Olsztynie

Do roku 1945, nazwa ulicy brzmiała Kreuz-Straße (ulica Krzyża). Ulica znajduje się na północnym Śródmieściu. Ulica łączy ulicę 1 Maja i plac Trzech Krzyży (na północ od pomnika Stefana Jaracza i głazu Trzech Krzyży) z zachodnią częścią placu Konsulatu Polskiego. Przy ulicy znajduje się oddział banku BZ WBK.
Nazwę ulicy zawdzięcza Gottliebowi Lince.

## Liszewskiego Jana
Do roku 1945, nazwa ulicy brzmiała Tauben-Straße (ulica Gołębiowa). Ulica znajduje się na zachodnim Śródmieściu. Ulica krótka, będąca odnogą od ulicy 1 Maja, naprzeciwko Urzędu Miejskiego. Prowadzi ona wzdłuż zapleczy budynków ulicy 1 Maja i alei Piłsudskiego.
Nazwę ulicy zawdzięcza Janowi Liszewskiemu, wydawcy Gazety Olsztyńskiej.

## Małłków Karola i Roberta
W roku 1892, nazwa ulicy brzmiała Mittel-Straße (ulica Środkowa). Później zmieniono nazwę ulicy na Dragoner-Straße (ulica Dragonów), która była nazwą ulicy do roku 1945. Ulica znajduje się na północnym Śródmieściu. Krótka ulica będąca odnogą od ulicy Skłodowskiej-Curie. Przy ulicy znajduje się m.in. Zespół Szkół Ogólnokształcących nr 1 i podlegające zespołowi szkół II Liceum Ogólnokształcące im. Konstantego Ildefonsa Gałczyńskiego.
Nazwę ulicy zawdzięcza Karolowi i Robercie Małłkom, działaczom Związku Mazurów.

## Mickiewicza Adama
Do roku 1905, nazwa ulicy brzmiała Fittigsdorfer-Straße (ulica Wójtowska), po czym nastąpiła zmiana nazwy na Schiller-Straße (ulica Schillera – Friedrich Schiller, pisarz niemiecki), która byłą nazwą ulicy do roku 1945. Ulica znajduje się na wschodnim Śródmieściu. Ulica łączy wschodnią część placu Konsulatu Polskiego z ulicą Głowackiego. Przy skrzyżowaniu ulicy z ulicą Dąbrowszczaków, na skwerze znajduje się pomnik Adam Mickiewicza.
Nazwę ulicy zawdzięcza Adamowi Mickiewiczowi, polskiemu poecie.

## Mrongowiusza Krzysztofa
Do roku 1945, nazwa ulicy brzmiała Magister-Straße (ulica Magisterska). Ulica znajduje się na południowym Śródmieściu. Ulica łączy ulicę Ratuszową i ulicę 1 Maja nieopodal Teatru im. Stefana Jaracza z ulicą Dąbrowszczaków.
Nazwę ulicy zawdzięcza pastorowi Krzysztofowi Mrongowiuszowi.

## Plater Emilii

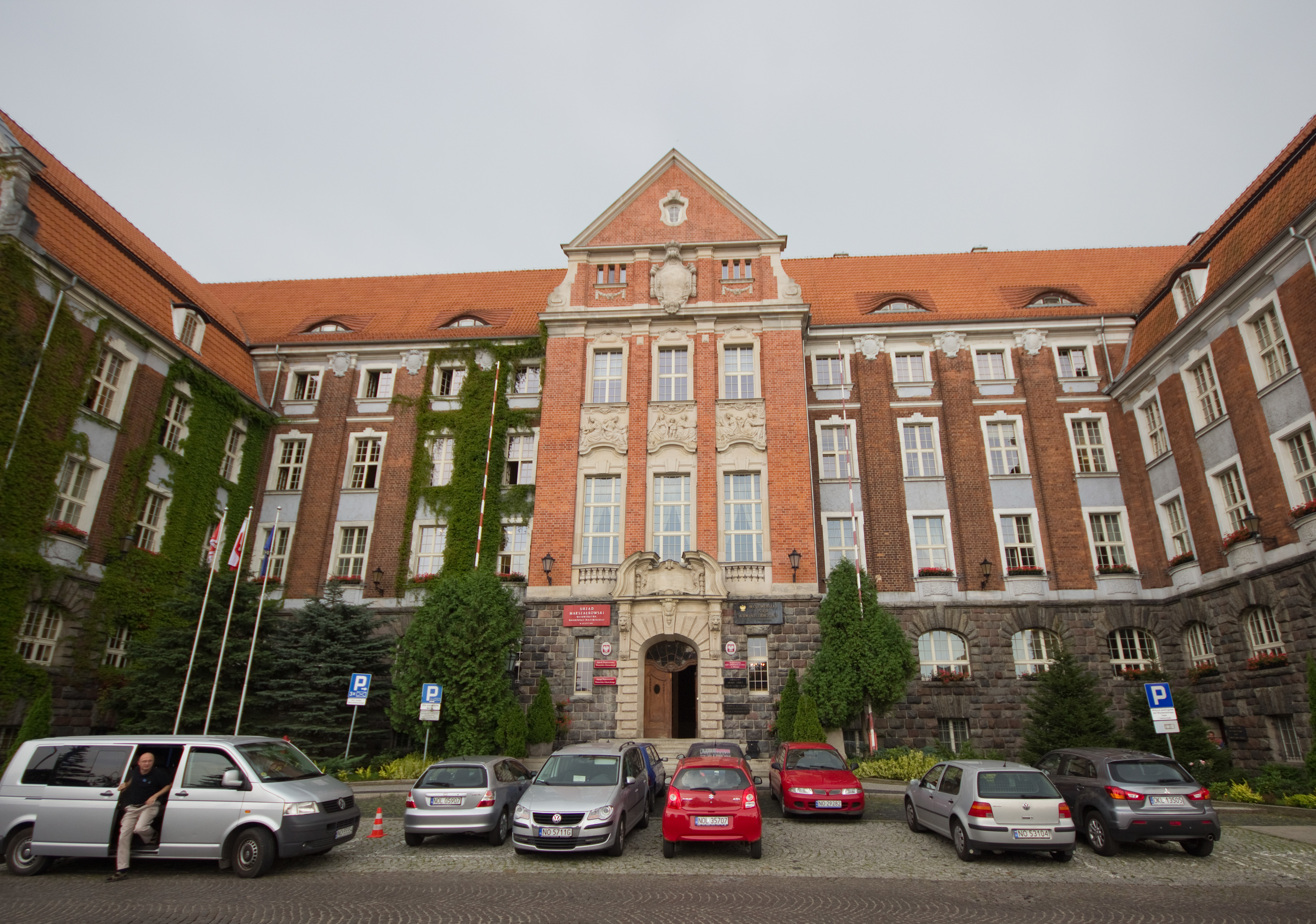
Budynek Rejencji, dzisiejszy Urząd Marszałkowski oraz Wojewódzki Sąd Administracyjny

Do roku 1945, nazwa ulicy brzmiała Freiherr-vom-Stein-Straße (ulica Heinricha vom Steina). Ulica łączy ulicę Kościuszki z aleją Piłsudskiego nieopodal pomnika Wyzwolenia Ziemi Warmińskiej i Mazurskiej (zwanego potocznie Szubienicami). Ulica znajduje się na południowym Śródmieściu. Przy ulicy znajdują się przedwojenne wille, oraz Pałac Młodzieży i dawny Budynek Rejencji, dzisiejszy Wojewódzki Sąd Administracyjny i Urząd Marszałkowski i zachodnia pierzeja pomnika Wyzwolenia Ziemi Warmińskiej i Mazurskiej (zwany potocznie Szubienicami).
Nazwę ulicy zawdzięcza Emilii Broel-Plater, bohaterce narodowej Polski, żołnierzowi powstania listopadowego.

## Piłsudskiego Marszałka Józefa aleja

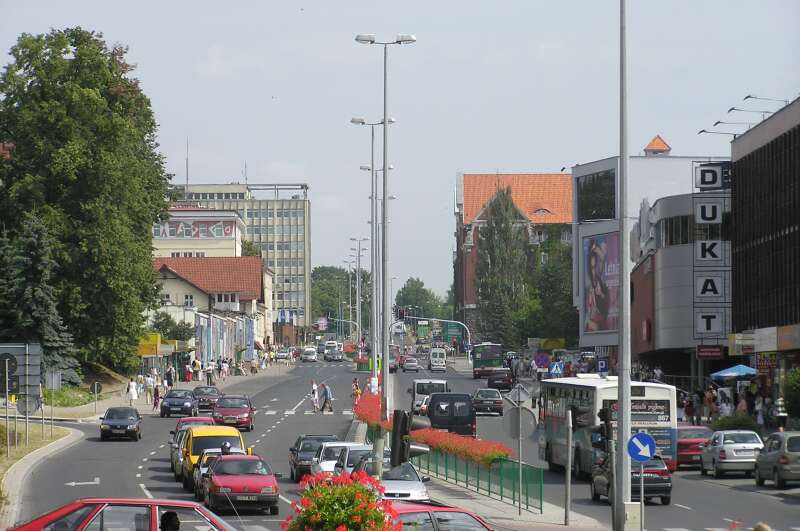
Aleja Marszałka Piłsudskiego
przy C.H "Dukat"

Główna aleja Śródmieścia na osi wschód-zachód. Aleja łączy plac Jana Pawła II (czyli skrzyżowanie ulicy 1 Maja, ulicy Pieniężnego i ulicy 11 Listopada), z granicą administracyjną miasta Olsztyna.
Przy alei znajduje się Planetarium, Hala widowiskowo-sportowa Urania oraz C.H Aura Centrum Olsztyna, D.H. Dukat i Areszt Śledczy oraz północna część placu na którym znajduje się Pomnik Wyzwolenia Ziemi Warmińsko-Mazurskiej, a także liczne instytucje i osiedla mieszkaniowe.
W czasach PRL nosiła nazwę al. Zwycięstwa, przed wojną zaś Kleebergerstraße (ulica Klebarska).

## Pieniężnego Seweryna

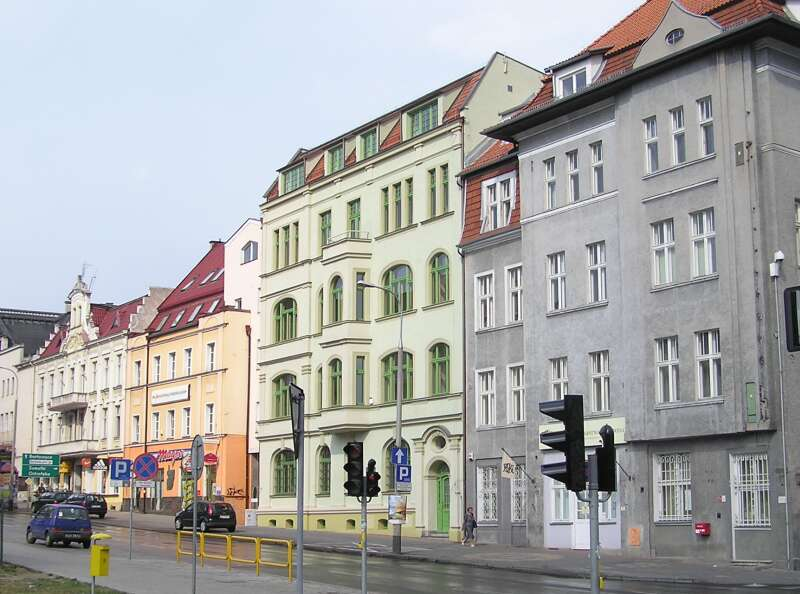
Kamienice przy ul. Pieniężnego

Do roku 1945 nazwa ulicy brzmiała Wilhelmstraße (na cześć Cesarza Niemieckiego i Króla Prus Wilhelma I Hohenzollerna). Ulica biegnie na osi północ-południe, łącząc ulicę Szrajbera przy moście św. Jakuba, z placem Jana Pawła II (czyli skrzyżowanie alei Piłsudskiego, ulicy 11 Listopada i ulicy 1 Maja). Przy ulicy znajduje się Poczta Główna oraz Kuria Metropolii Warmińskiej.

## Ratuszowa
Do roku 1933, nazwa ulicy brzmiała Kirchhof-Straße (ulica Cmentarna), a od roku 1933 do roku 1945, nazwa brzmiała Rathaus-Straße, czyli jak dziś ulica Ratuszowa. Ulica znajduje się na zachodnim Śródmieściu. Ulica łączy ulicę Skłodowskiej ze skrzyżowaniem ulicy 1 Maja i Mrongowiusza, nieopodal Teatru im. Stefana Jaracza.
Nazwa ulicy pochodzi z lokalizacji ulicy nieopodal olsztyńskiego Ratusza.

## Sarnowskiego Franciszka
Do roku 1945, nazwa ulicy brzmiała Kurzstraße (ulica Krótka). Ulica znajduje się na północnym Śródmieściu. Ulica jest ślepa i łączy ulicę Skłodowskiej.
Nazwę ulicy zawdzięcza Franciszkowi Sarnowskiemu, polskiemu działaczowi kulturalno-oświatowemu w Niemczech, który zginął w obozie Sachsenhausen.

## Samulowskiego Andrzeja
Krótka ulica łączy ulicę Partyzantów naprzeciwko Komendy Wojewódzkiej Policji, z ulicą Warmińską. Ulica znajduje się na północnym Śródmieściu. Jest to ulica jednokierunkowa, która prowadzi tylko w kierunku ulicy Partyzantów.
Nazwę ulicy zawdzięcza Andrzejowi Samulowskiemu.
Przed wojną Blumenstraße.

## Skłodowskiej-Curie Marii

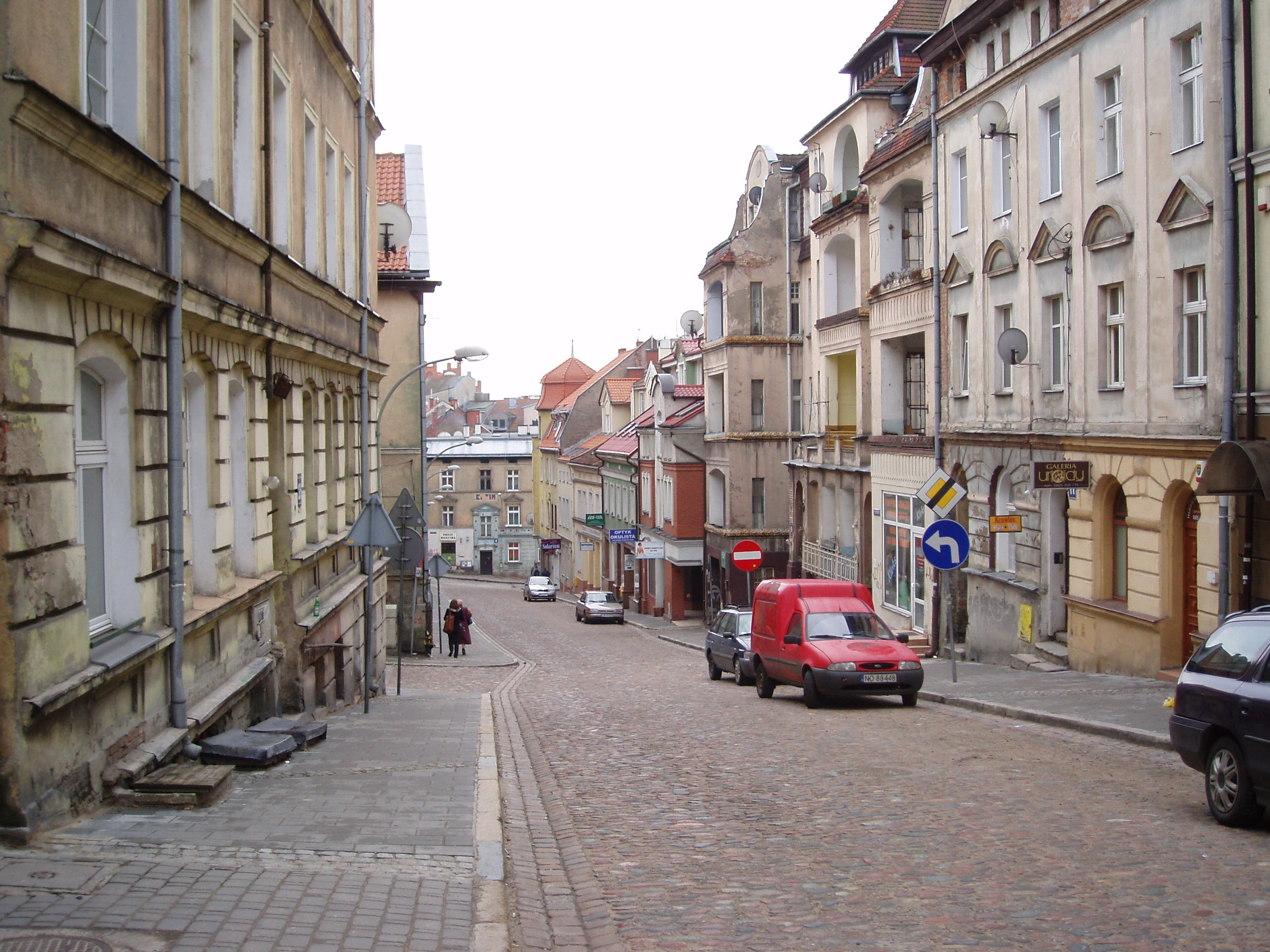
Widok na ul. M. Curie-Skłodowskie w kierunku Starego Miasta, 2008 r.

Do roku 1945, nazwa ulicy brzmiała Jacob-Straße (ulica Jakuba). Ulica znajduje się na północnym Śródmieściu. Ulica łączy skrzyżowanie ulic 11 Listopada, Nowowiejskiego i Staromiejskiej, z ulicą 1 Maja, tuż przy wiadukcie kolejowym i alei Wojska Polskiego. Przy ulicy znajdują się w większości kamienice z okresu przedwojennego, a ulica jest wyłożona kocimi łbami. W 2007 r. bruk wraz z chodnikami został odnowiony. Przy ulicy Skłodowskiej znajduje się kilka punktów usługowych, m.in. znany wśród wielu olsztynian zakład rymarski, ale także dorabianie kluczy, naprawa drukarek, szkoła nauki jazdy, stomatolog, prawnicy, salon kosmetyczny. Ulica jest charakterystyczna ze względu na swoje duże nachylenie przypominające niektórym ulice na jakie można się natknąć w Lizbonie czy San Francisco.

## Trzech Krzyży plac
W XVIII i XIX wieku, plac nie miał oficjalnej nazwy, natomiast potoczna nazwa placu brzmiała Platz-der-Drei-Kreuze lub Drei-Kreuze-Platz (plac Trzech Krzyży). Nadano nazwę placu w sierpniu 2003 roku. Plac znajduje się w ścisłym Śródmieściu Olsztyna. Plac znajduje się pomiędzy ulicami Linki (na północ), Warmińską (na wschód), Mrongowiusza (na południe) i 1 Maja (na zachód), i naprzeciwko Teatru im. Stefana Jaracza.
Przy placu znajdował się dawniej trzy krzyże, skąd pochodziła nazwa potoczna placu. Ustawiono wówczas krzyże na pamiątkę dżumy, która nawiedziła Olsztyn w latach 1710–1711, kiedy zmarło wtedy jedna trzecia mieszkańców miasta.
W 1737 roku, na placu stanęła również figura  Chrystusa Zbawiciela Świata, która przeniesiono w roku 1949 na obecne miejsce przy Kościele Najświętszego Serca Jezusowego przy ul. Kopernika.
Krzyże stały w tym miejscu do połowy XIX wieku, kiedy w 1855 roku, magistrat uznał, że nie pasują do uporządkowanego placu, w dodatku jeden z nich się zawalił. Władze kościelne poradziły, by krzyże – zgodnie ze starą warmińska tradycją – spalić, a popiół zakopać na cmentarzu, który znajdował się w miejscu dzisiejszego nowego ratusza.
8 czerwca 2004 roku, poświęcono kamień pamiątkowy Trzech Krzyży upamiętniający ofiary epidemii dżumy z początków XVIII wieku oraz żołnierzy poległych w czasie kampanii napoleońskiej.

## Warmińska

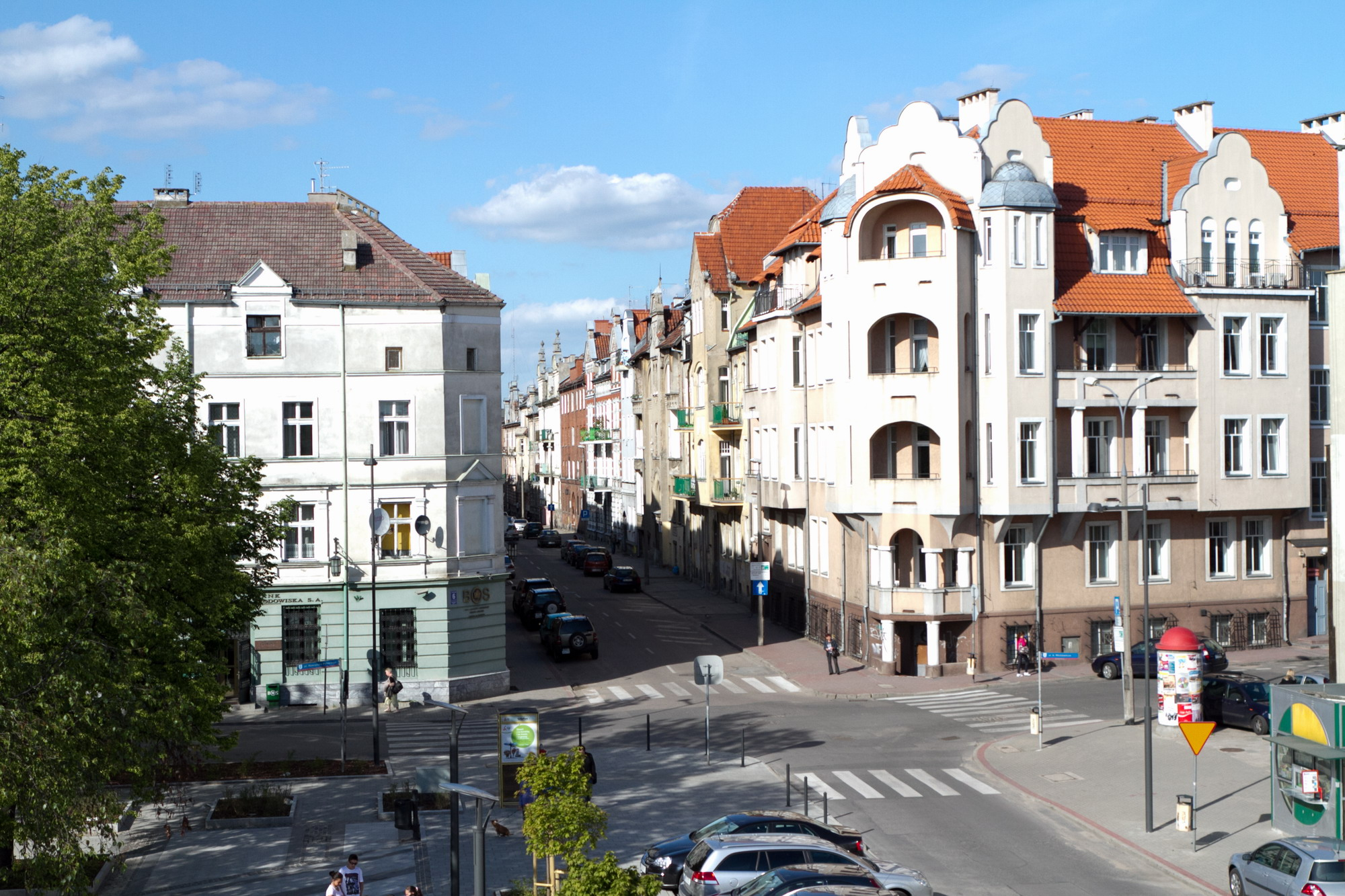
Skrzyżowanie ulic Warmińskiej i Mickiewicza

Do roku 1945 nazwa ulicy brzmiała Langgasse (ulica Długa). Ulica znajduje się na północnym Śródmieściu. Ulica łączy ulicę Mrongowiusza i wschodnią część placu Konsulatu Polskiego z ulicą Mazurską nieopodal ulicy Partyzantów.
Od 18 maja 2007, przy ulicy Warmińskiej 14/20 mieści się konsulat honorowy Republiki Federalnej Niemiec.
Nazwę ulicy zawdzięcza Warmii.

## Św. Wojciecha
Do roku 1945, nazwa ulicy brzmiała August-Straße (ulica Augusta). Ulica znajduje się na południowym Śródmieściu. Krótka ulica łącząca ulicę Pieniężnego naprzeciwko dawnego Kina Polonia z kamienicami na tle ulicy 11 Listopada.
Nazwę ulicy zawdzięcza świętemu Wojciechowi, jednemu z misjonarzy Prus.

## Wyzwolenia
Do roku 1945, nazwa ulicy brzmiała Kronen-Straße (ulica Koronowa). Ulica znajduje się na zachodnim Śródmieściu. Ulica biegnie od ulicy 11 Listopada i placu Jana Pawła II, u stóp olsztyńskiego ratusza i Ciągnie się kilkaset metrów w dół (fragment ulicy z kostki granitowej) aż do słynnych wiaduktów kolejowych nad rzeką Łyną do ulicy Artyleryjskiej.
Na początku XXI wieku ulica wyraźnie zaczęła się zmieniać, zaczęły się pojawiać nowe firmy, zakłady usługowe i gastronomiczne. Wyzwolenia to prawdziwe centrum olsztyńskiego handlu antykami i sztuką – swoją ofertę mają już trzy tego typu sklepy, oraz szereg biur turystycznych, kawiarni i sklepów. Przy ulicy znajduje się tu kilkanaście zabytkowych kamienic oraz Wyższa Szkoła Informatyki i Ekonomii TWP w Olsztynie. Istnieją plany, aby ulicę zamienić w elegancki pasaż, dzięki czemu w sposób naturalny włączy się w kompleks staromiejski.
Nazwa ulicy pochodzi od twierdzenia jakoby Armia Czerwona przyniosła ze sobą wolność w 1945 roku.

## Nieistniejące ulice i place

### Fabryczna
Ulicę wybudowano w latach 70. XIX wieku i do roku 1945, nazwa nieistniejącej ulicy brzmiała podobnie jak po roku 1945 Fabrik-Straße, czyli ulica Fabryczna. Krótka ulica łączyła ulicę 22 Stycznia z aleją Piłsudskiego, nieopodal ulicy Dąbrowszczaków i Aresztu Śledczego.
Nazwa ulicy zawdzięczała fabryce zapałek, którą w latach 70. XIX wieku wybudowała tam rodzina Juliusa Ladendorffa. Fabryka nieprzerwanie była czynna do stycznia 1945 roku. W państwowym już zakładzie ponownie uruchomiono produkcję w grudniu 1945 roku. Był to jeden z pierwszych zakładów przemysłowych w Olsztynie. 1 stycznia 1948 roku postawiono zakład w stan likwidacji, i z czasem pojawiły się tam magazyny wyrobów tytoniowych, a następnie przetworów warzywno-owocowych. W latach 1957–1969 produkowano tam ligoston (tworzywo uzyskiwane przez sprasowanie litego drewna). Po zaniechaniu produkcji na początku lat 70. XX wieku halę rozebrano, a w ich miejscu urządzono skwer, który do części zlikwidowano z budową centrum handlowego.
Ulicę zamknięto dla ruchu w 2003 roku, podczas budowy C.H. „Alfa Centrum” przy alei Piłsudskiego, którą wraz z budynkiem przy ulicy ostatecznie zlikwidowano na początku 2004 roku.